# Осеннее полосатое
Осеннее полосатое (также Штрейфлинг осенний)  — осенний сорт яблони домашней.

## Происхождение
Происхождение сорта неизвестно, местом распространения сорта являлась Прибалтика. Л. П. Симиренко считает родиной Осеннего полосатого Нидерланды.
Есть мнение, что в СССР вывезен в послевоенное время из Вост.Пруссии.

## Распространение
Сорт распространён в средней полосе России, является районированным в областях Северо-Западного и Центрального округов, а также на территории Белоруссии, Киргизии, Литвы, Латвии и Эстонии. Особо высокой урожайностью отличается в Орловской области.

## Характеристика сорта
Дерево сильнорослое, крона имеет шарообразную форму, ветви свисающие. К плодородию почвы сорт не требователен, имеет высокую морозостойкость, не уступая в этом Антоновке обыкновенной и Боровинке. Деревья начинают плодоносить в 7—9-летнем возрасте.
Плоды средней величины, часто крупные, округло-конические, созревают в августе — сентябре. Окраска зрелых плодов жёлтая или зеленовато-жёлтая, с тёмными полосками и светлыми точками. Плодоножка толстая, расширяется у верхнего конца. Воронка мелкая, с оржавленностью. Мякоть плодов желтоватая, сладкая, сочная, имеет слабый винный привкус.
Сорт самобесплодный, нуждается в опылителях (Антоновки, Уэлси). Осеннее полосатое устойчиво к парше. Урожай может достигать 429 кг с дерева.

## Использование в селекции
С участием Осеннего полосатого созданы сорта Розовое, Тальвенаудинг, Юбилейное Петрова.